# Vättersparken

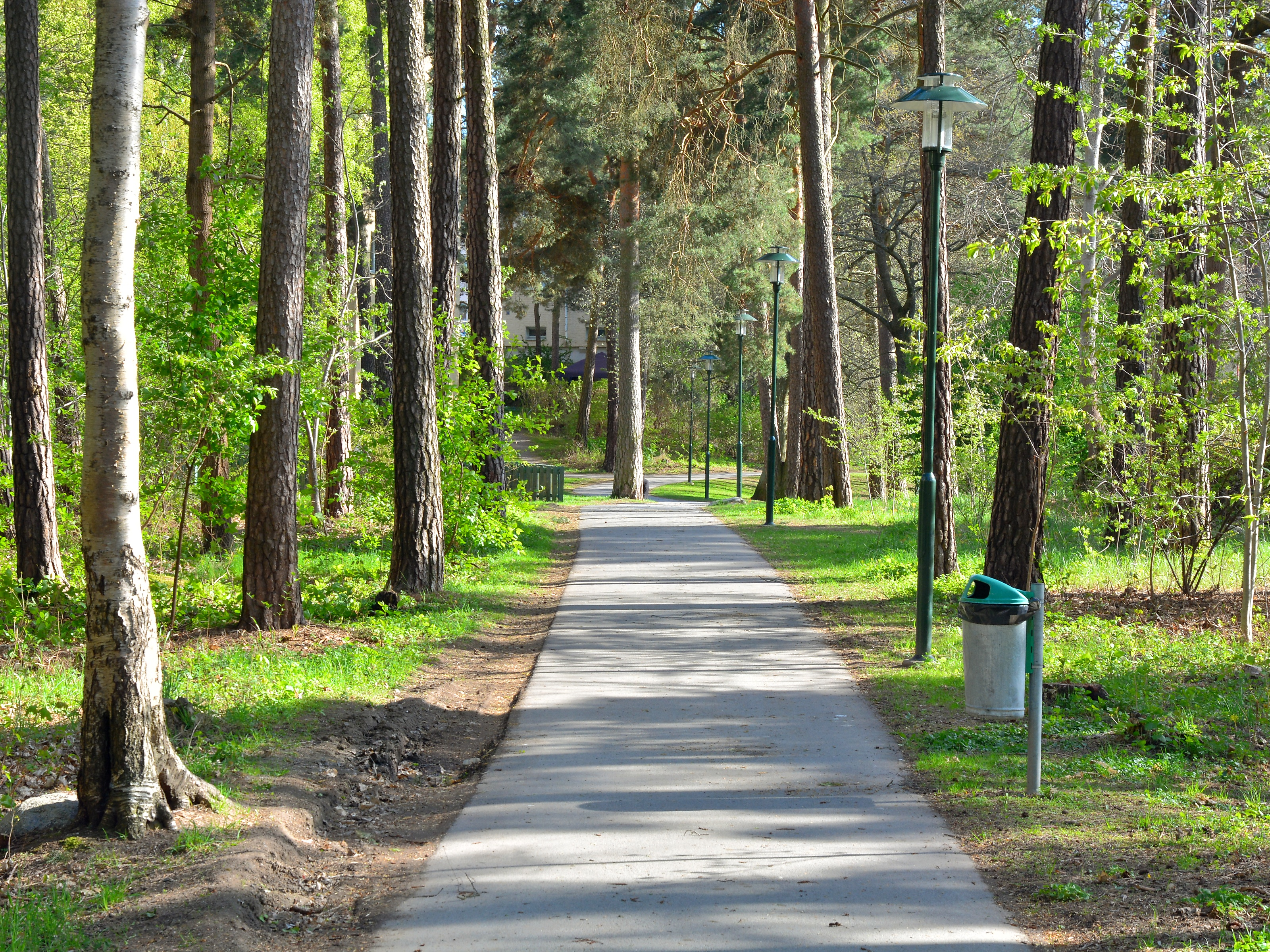
Vättersparken, våren 2014.

Vättersparken är en park i Årsta i Stockholms kommun. Parken är belägen mellan Vättersvägen och Slätbaksvägen. I parkens mitt finns den före detta parkleken Vättersdälden. Själva parkleken lades ned 1992, men än finns här plaskdamm, lekställningar, gungor och sandlådor. I den södra änden finns en fotbollsplan.
Ytan uppgår till cirka 350×60 meter eller 1,6 hektar. Höjd över havet cirka 50 meter.